# Friedrich Franz Ernst von Plotho
Friedrich Franz Ernst von Plotho (* 30. April 1698 in Pessin im Havelland (oder Stegelitz); † 12. März 1766 in Aken (Elbe)) war ein preußischer Oberst, Chef des Garnisonsregiments Nr. 4 und Ritter des Pour le Mérite.

## Leben
Plotho ging 1711 in preußischer Dienste und kämpfte 1715 bei der Belagerung von Stralsund. In der Schlacht bei Kesselsdorf kommandierte er ein Grenadierbataillon, das sich aus den Grenadierkompanien der Regimenter Nr. 10 und Nr. 22 zusammensetzte. Für seine Tapferkeit in der Schlacht bei Chotusitz erhielt er am 12. Juni 1742 den Orden Pour le Mérite. Im Jahr 1750 war er Oberstleutnant im Regiment „Prinz Ferdinand“ und wurde dort am 3. Februar 1757 Oberst. Im Dezember 1758 wurde ihm das Regiment Nr. S 54 übertragen, das aus bei Pirna gefangenen Sachsen errichtet worden war. Wie viele andere wurde es bald aufgelöst und in das Infanterieregiment Nr. 32 übernommen. Danach übernahm er das Garnisonsregiment Nr. 4 in Aken an der Saale.

### Familie
Er war zweimal verheiratet. Seine erste Frau war Auguste von Wenden, seine Zweite war Elisabeth Sophie Albertine von Hagen (* 6. September; † 25. Mai 1799) aus dem Haus Langen. Beide Ehen blieben ohne Kinder.